# Vannes-sur-Cosson
Vannes-sur-Cosson ist eine französische Gemeinde mit 602 Einwohnern (Stand: 1. Januar 2022) im Département Loiret in der Region Centre-Val de Loire. Sie gehört zum Arrondissement Orléans und zum Kanton Saint-Jean-le-Blanc. Die Einwohner nennen sich Vannois.

## Geographie
Vannes-sur-Cosson liegt in der Landschaft Sologne etwa 20 Kilometer südöstlich von Orléans am Fluss Cosson. Umgeben wird Vannes-sur-Cosson von den Nachbargemeinden Tigy im Norden, Neuvy-en-Sullias im Nordosten, Viglain im Osten, Isdes im Südosten und Süden, Souvigny-en-Sologne im Südwesten, Sennely im Westen sowie Vienne-en-Val im Nordwesten.

## Bevölkerungsentwicklung
| Jahr                       | 1962 | 1968 | 1975 | 1982 | 1990 | 1999 | 2006 | 2018 |
| Einwohner                  | 381  | 330  | 344  | 366  | 455  | 522  | 579  | 610  |
| Quellen: Cassini und INSEE |      |      |      |      |      |      |      |      |

## Sehenswürdigkeiten
- Kirche Saint-Martin, erbaut im 17. Jahrhundert, nachdem der frühere Kirchbau aus dem 9. Jahrhundert in den Religionskriegen zerstört worden war, seit 1981 Monument historique
- Pfarrhaus aus dem 18. Jahrhundert
- Schloss Prépinson aus dem 18. Jahrhundert
- Schloss Montambert aus dem 19. Jahrhundert
- Gutshöfe aus dem 19. Jahrhundert
- Waschhaus, Anfang des 19. Jahrhunderts erbaut

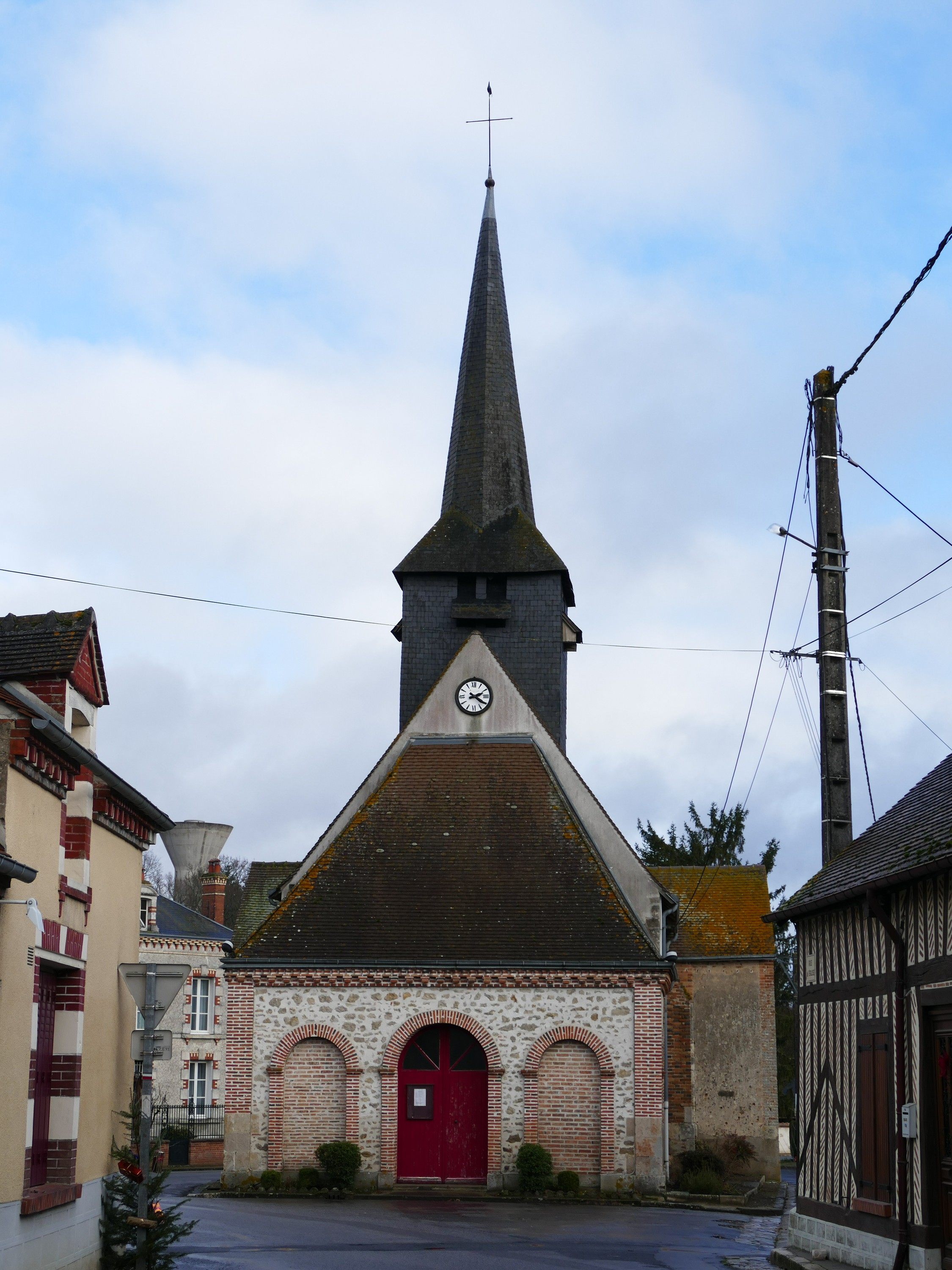
Kirche Saint-Martin

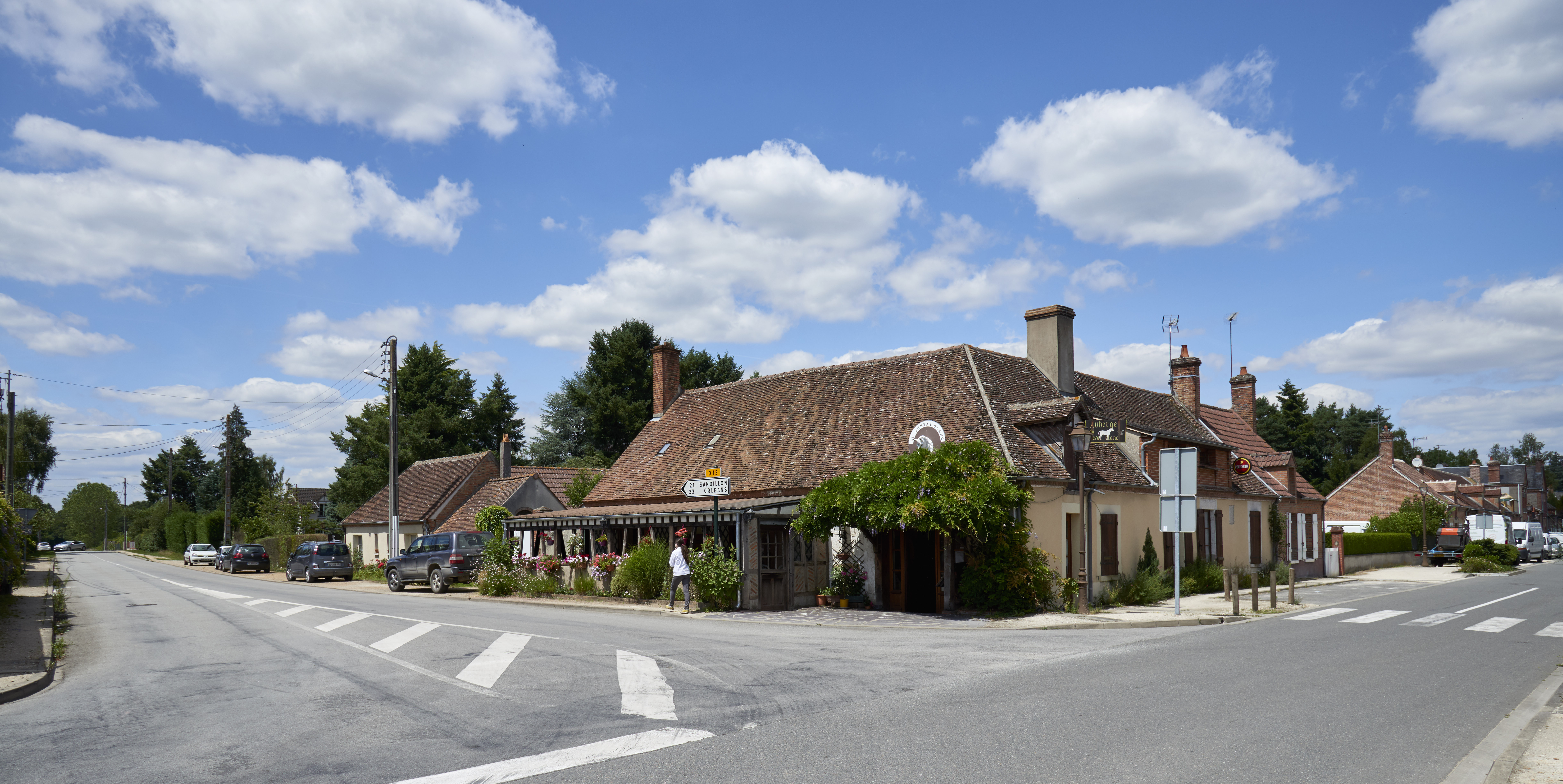
Gasthaus „Cheval blanc“